# Convento de San Fernando (Madrid)
El convento de San Fernando es un antiguo monasterio femenino de la Orden de la Merced Calzada, desaparecido en la actualidad.

## Historia
El convento fue fundado en 1676 por Teresa de Velasco, hija de Pedro Fernández de Velasco y Velasco del Campo, II conde de la Revilla. Esta dama era viuda de su tercer matrimonio con Pedro Luis de Zúñiga y Enríquez, IV marqués de Aguilafuente (-1668), habiéndose estado casada anteriormente en segundas nupcias con García de Porres y Silva (1600-1664), consejero de Inquisición y en primeras con Fernando Pizarro, consejero del de Castilla. 
La primera ubicación del convento fue frente al convento masculino de Nuestra Señora de la Merced, en la esquina de la calle de la Colegiata. Fueron sus primeras monjas salidas del convento de don Juan de Alarcón. La advocación del convento a Fernando III el Santo se debió a la voluntad de Mariana de Austria, que, hasta 1675, había regido el reino en nombre de su hijo Carlos II. Este rey de Castilla había sido canonizado hacía pocos años, en 1671, por Clemente X.
Hacia finales de siglo la comunidad se trasladó a la calle de Santa Bárbara (actual calle de la Libertad) esquina con la calle del Piamonte, recibiendo licencia para realizar la obra de la iglesia en 1698
La iglesia y el convento no gozaron de la estimación de autores como Ponz o Mesonero Romanos.
En 1870 se trasladaron a la calle de Bravo Murillo, en el lugar donde hoy se alza la iglesia de San Antonio de Padua construida tras la destrucción del convento en 1931 fruto de la ola de violencia anticlerical contra edificios e instituciones de la Iglesia católica ocurrida pocas semanas después de haberse proclamado la Segunda República.

### Individuales
1. ↑  Blázquez Miguel, Juan. «García de Porres y Silva». Diccionario biográfico español. Real Academia de la Historia.
2. ↑  Álvarez y Baena, José Antonio (1786). «LIX. Convento de S. Fernando de religiosas mercedarias calzadas.». Compendio historico: de las grandezas de la coronada villa de Madrid, corte de la monarquia de España. A. de Sancha. pp. 174-175. Consultado el 23 de febrero de 2023.
3. ↑  «Licencia al Convento de San Fernando de Religiosas Mercedarias para fabricar Iglesia en la Calle de San Fernando, hoy de la Libertad».
4. ↑  Mesonero Romanos, Ramón de (1844). «Parte monumental religiosa». Manual histórico-topográfico, administrativo y artistico de Madrid. Imprenta de Antonio Yenes. p. 179. Consultado el 25 de septiembre de 2022.